# Ayoub Qanir
Ayoub Qanir est un écrivain, réalisateur et producteur américain d'origine marocaine connu pour son court-métrage, Artificio Conceal,,,,. Son premier long métrage, Le monde dont on rêve n'existe pas, a eu sa première mondiale en Inde, durant la 22e édition du Kerala film festival où il a été sélectionné au prix du Meilleur Film,,,. En 2016, il est décoré par sa majesté le Roi du Maroc, lui accordant le titre d'officier de l'ordre du Wissam Alaouite.

## Biographie
Qanir a grandi en Floride où il a plus tard obtenu son diplôme de l'université de Miami avec une double spécialisation en gestion et finance, en 2005. Peu de temps après, il a acquis un diplôme supplémentaire en design graphique et direction artistique. En 2007, direction Los Angeles ou il a poursuivi un diplôme en réalisation et production cinématographique au Lee Strasberg Theatre and Film Institute.  

## Carrière
En 2008, Ayoub a produit et réalisé des vidéoclips et de courts documentaires pour plusieurs groupes de rock indépendant. En 2009, il a commencé son incursion dans la fiction, en écrivant une série de bandes dessinées en collaboration avec l'artiste de Marvel Juan Doe. L'un de ses romans graphiques, Koyakatsi, a été développé et produit en court.
En 2015, Qanir a fait partie des jurys de la 32e édition du Miami International Film Festival.
Il a créé une bande dessinée sur la Marche Verte de 1975,,,,,,,,,,.